# Mount Warren (Antarktika)
Mount Warren ist ein 2340 m hoher Berg im westantarktischen Ellsworthland. Er ragt unmittelbar nördlich der Biegung des Newcomer-Gletschers in den Gromshin Heights im nördlichen Teil der Sentinel Range des Ellsworthgebirges auf.
Das Advisory Committee on Antarctic Names benannte ihn 1961 nach Cecil O. Warren vom United States Marine Corps, Navigator der Flugstaffel VX-6 für die Erstellung von Luftaufnahmen der Sentinel Range zwischen dem 14. und 15. Dezember 1959.